# Volo American Airlines 1572
Il volo American Airlines 1572 era un volo regionale partito dall'aeroporto internazionale di Chicago O'Hare e diretto all'aeroporto internazionale Bradley il 12 novembre 1995. Il McDonnell Douglas MD-83 che operava il volo colpì degli alberi e un'antenna del sistema di atterraggio strumentale (ILS) durante l'atterraggio, causando danni per 9 milioni di dollari all'aereo.

## L'aereo
Il 12 novembre 1995 il volo 1572 era operato da un McDonnell Douglas MD-83, un aereo bimotore a fusoliera stretta (codice di registrazione N566AA). L'aereo era equipaggiato con due motori Pratt & Whitney JT8D-219. L'MD-83 aveva accumulato un totale di 27.628 ore di volo al momento dell'incidente.

## Cronologia del volo
Il volo 1572 doveva partire da O'Hare alle 21:25 (Ora standard orientale). Tuttavia, a causa del maltempo e del ritardo dei passeggeri in coincidenza, il volo subì un ritardo e non partì prima delle 23:05. Durante il viaggio verso Hartford, l'equipaggio di volo (il comandante Kenneth Lee, 39 anni, e il primo ufficiale John Richards, 38 anni) ricevette un fax ACARS durante la sosta ad Hartford. Notò un'impostazione dell'altimetro (pressione atmosferica di riferimento) di 29,42 pollici di mercurio (996 hPa), aggiungendo che la pressione stava scendendo rapidamente nell'area. Il volo viaggiò senza incidenti da Chicago ad Hartford, a parte il passaggio da 33.000 piedi (10.000 m) a 35.000 piedi (11.000 m) per evitare delle turbolenze precedentemente segnalate.
Durante la discesa ad Hartford, i piloti ricevettero un aggiornamento meteorologico alle 00:30 che includeva un avviso di windshear e forti temporali a Bradley. Alle 00:32, il volo 1572 fu incaricato dai controllori del traffico aereo di scendere a 19.000 piedi (5.800 m). Alle 00:33, i controllori consigliarono al volo 1572 di scendere a 11.000 piedi (3.400 m) e consigliarono al volo di impostare l'altimetro di 29,40 inHg (996 hPa) per Bradley. Alle 00:34 il primo ufficiale controllò la trasmissione meteorologica automatizzata ATIS (Automatic Terminal Information Service) per Hartford e riferì al comandante che l'ATIS più recente era arrivato circa 90 minuti prima. Per ragioni sconosciute, il primo ufficiale inserì 29,47 inHg (998 hPa) sull'altimetro facendolo leggere a circa 70 piedi (21 m) di altezza. Il comandante controllò il radar meteorologico dell'aereo prima di iniziare un avvicinamento non di precisione alla pista 15. Non vedendo cellule convettive sulla rotta dell'aereo, spense il radar.
Alle 00:49, mentre il volo 1572 stava iniziando il suo avvicinamento finale, l'equipaggio fu avvisato che la torre di controllo stava chiudendo temporaneamente a causa del maltempo che aveva deformato un finestrino all'interno della cabina. Il supervisore della torre rimase indietro per assistere il volo. Il comandante si accorse che l'autopilota aveva difficoltà a mantenere l'altitudine e a virare con i venti che soffiavano da tutte le parti. A cinque miglia dall'aeroporto, l'aereo si imbatté in forti piogge e alcune turbolenze. L'MD-80 continuò a scendere fino a 908 piedi (277 m), l'altitudine minima di discesa (MDA) per l'avvicinamento. Quando i piloti iniziarono a cercare l'aeroporto, l'aereo continuò a scendere.
Alle 00:51, i venti a Bradley vennero misurati a 170° per 25 nodi (13 m/s), con raffiche fino a 40 nodi (21 m/s), con un'impostazione dell'altimetro di 29,35 inHg (994 hPa) e in rapida diminuzione. Questa informazione non arrivò alla torre di controllo di Bradley fino alle 00:57 e non fu disponibile all'equipaggio di condotta prima dell'atterraggio.

## L'incidente
Alle 00:55 scattò l'allarme del tasso di caduta (SINK RATE), seguito pochi secondi dopo da un forte tonfo quando l'aereo iniziò a cadere tra le cime degli alberi lungo la cresta di Peak Mountain. Questi alberi erano su un crinale con un'altezza del suolo di 728 piedi (222 m), e la prima cima d'albero colpita era a un'altezza di 770 piedi (230 m). Il comandante Lee portò le manette alla massima potenza, ma nei motori erano finiti dei frammenti di albero facendoli spegnere entrambi. Lee estese immediatamente i flap a 40° sperando che potesse momentaneamente far salire l'aereo verso l'alto "come un pallone". Sebbene non fosse una procedura operativa standard, funzionò fino a quando l'aereo non tagliò un albero vicino alla fine della pista, per poi colpire un'antenna del sistema ILS della pista 33 alla fine della pista 15 prima di fermarsi.
L'incidente causò un lieve infortunio ad un passeggero, mentre gli altri 72 passeggeri e tutti e 5 i membri dell'equipaggio fuggirono illesi. L'incidente provocò 9 milioni di dollari di danni all'aeromobile e oltre 74.000 dollari di danni alle apparecchiature aeroportuali.

## Indagine dell'NTSB
Il National Transportation Safety Board indagò sull'incidente.
Furono citate diverse cause. Venne incolpata la Federal Aviation Administration (FAA) per aver progettato l'avvicinamento alla pista 15 senza prendere in considerazione la cresta. Quello nuovo, che tiene conto del terreno, aumentò l'MDA a 400 m (1.320 piedi). Tuttavia dichiarò che un errore del pilota era la causa principale per colpa di un'impostazione errata dell'altimetro combinata con il mancato livellamento dell'equipaggio all'MDA. Il rapporto rilevava anche che, poiché la pressione stava scendendo rapidamente, l'equipaggio avrebbe dovuto richiedere un'impostazione dell'altimetro più recente dalla torre: una notifica ATIS viene normalmente aggiornata ogni ora, od ogni volta che le condizioni meteorologiche cambiano, e il primo ufficiale aveva notato che questa era vecchia di 90 minuti. Mentre turbolenze, piogge violente e wind shear colpivano l'aereo, i piloti lasciarono che l'MD-83 scendesse mentre cercavano l'aeroporto.
La registrazione vocale dell'incidente nell'abitacolo divenne parte della sceneggiatura di un'opera teatrale intitolata Charlie Victor Romeo. Dopo l'incidente, l'N566AA venne riparato e rimesso in servizio, continuando a volare con American Airlines fino al ritiro e all'essere posto in magazzino nell'agosto 2017.

## Nella cultura di massa
L'incidente del volo American Airlines 1572 è stato presentato nella ventiduesima stagione della trasmissione canadese Indagini ad alta quota, nell'episodio intitolato Atterraggio di emergenza.